# Tuggen
Tuggen ist eine politische Gemeinde am oberen Ende des Zürichsees im Bezirk March des Kantons Schwyz in der Schweiz.

Tuggen, historisches Luftbild von 1923, aufgenommen aus 500 Metern Höhe von Walter Mittelholzer

## Geschichte
Laut Walahfrid Strabo kamen um 610 die irischen Missionare Columban und Gallus mit ihren Gefährten nach Tuggen. Diese waren der Limmat flussaufwärts gefolgt und entlang des Zürichseeufers an den Ort gelangt. Sie schienen sich dort niederlassen zu wollen, um die heidnische Bevölkerung zu bekehren. Sie mussten aber bald fliehen, weil Gallus die Tempel niederbrannte und die Opfergaben in den See warf. Heute führt die Gemeinde den Heiligen Gallus im Wappen. Bis ca. 1550 reichte der Tuggenersee bis unmittelbar an das Dorf.
Der Schlosswald (Buechberg) zieht eine Grenze zwischen Tuggen und dem Zürichsee. Über ihn sind etliche Sagen und Märchen überliefert, z. B. Der Schwarze Schatten von Tuggen, der im frühen 12. Jahrhundert im Schlosswald auf Jagd nach Menschen gewesen sein soll. Rund 200 bis 300 Menschen sollen im 12. und 13. Jahrhundert als vermisst gemeldet und nie wiedergefunden worden sein. Der Schwarze Schatten bekam seinen Namen von angeblichen Augenzeugen, die damals nur berichten konnten, einen dunklen Schatten im Wald gesehen und daraufhin einen kalten Schauer gespürt zu haben. Nachts habe man seltsame, laute Geräusche aus dem Schlosswald gehört, bei welchen kein Bewohner schlafen konnte. Man sagt, dass es die Schreie der verschwundenen Personen gewesen seien. Seit dem 14. Jahrhundert wurde kein einziger Vermissten-Fall aus dem Schlosswald gemeldet; ob der Schwarze Schatten seitdem verschwunden ist und nie mehr zurückkehren wird, ist ungeklärt.
1928 fand bei Tuggen eine Prospektion nach Erdöl statt, die Probebohrung blieb ohne kommerziell nutzbaren Fund.

## Politik
Gemeindepräsident Tuggens ist Rene Knobel von der FDP. Der weitere Gemeinderat setzt sich aus einem weiteren FDP-Mitglied, zwei CVP-Mitgliedern, je einem SVP- und SP-Vertreter und einem parteilosen Mitglied zusammen (Stand 17. Februar 2020).

## Gemeindepartnerschaften
Tuggen unterhält seit 2000 eine Partnerschaft mit der deutschen Ortschaft Unterharmersbach im Schwarzwald.

## Wirtschaft
Grösster Arbeitgeber ist das Unternehmen Tulux AG Licht.Lumière, das in der Leuchtenherstellung und -vermarktung tätig ist.

## Sehenswürdigkeiten
Die barocke Kirche St. Ehrhard und Viktor wurde 1733 und 1734 erbaut. Sie wurde bereits 1736 eingesegnet aber erst am 29. August 1743 geweiht. Eine erste merowingische Kirche entstand am gleichen Ort im 7. Jahrhundert. Es folgte eine zweite Kirche um 1000 im romanischen Stil und ein dritter gotischer Kirchenbau im 14. Jahrhundert. 1994 wurde die Kirche renoviert und der Altar neu geweiht.
Auf dem Buechberg befinden sich mehrere Weiher, ein erratischer Block und (am östlichen Ende) ein Lehrpfad zu Bunkern aus der Zeit des Zweiten Weltkriegs.

## Sportvereine
Tuggen ist unter anderem die Heimat des 1966 gegründeten FC Tuggen, der 1994/95 in der Nationalliga B spielte, und des Turnvereins STV Tuggen.

## Wappen
Das Wappen zeigt auf rotem Hintergrund und blauem Schildfuss ein gelbes kleines Schiff mit weissem Segel, darauf die beiden heiligen Missionare Gallus und Kolumban.

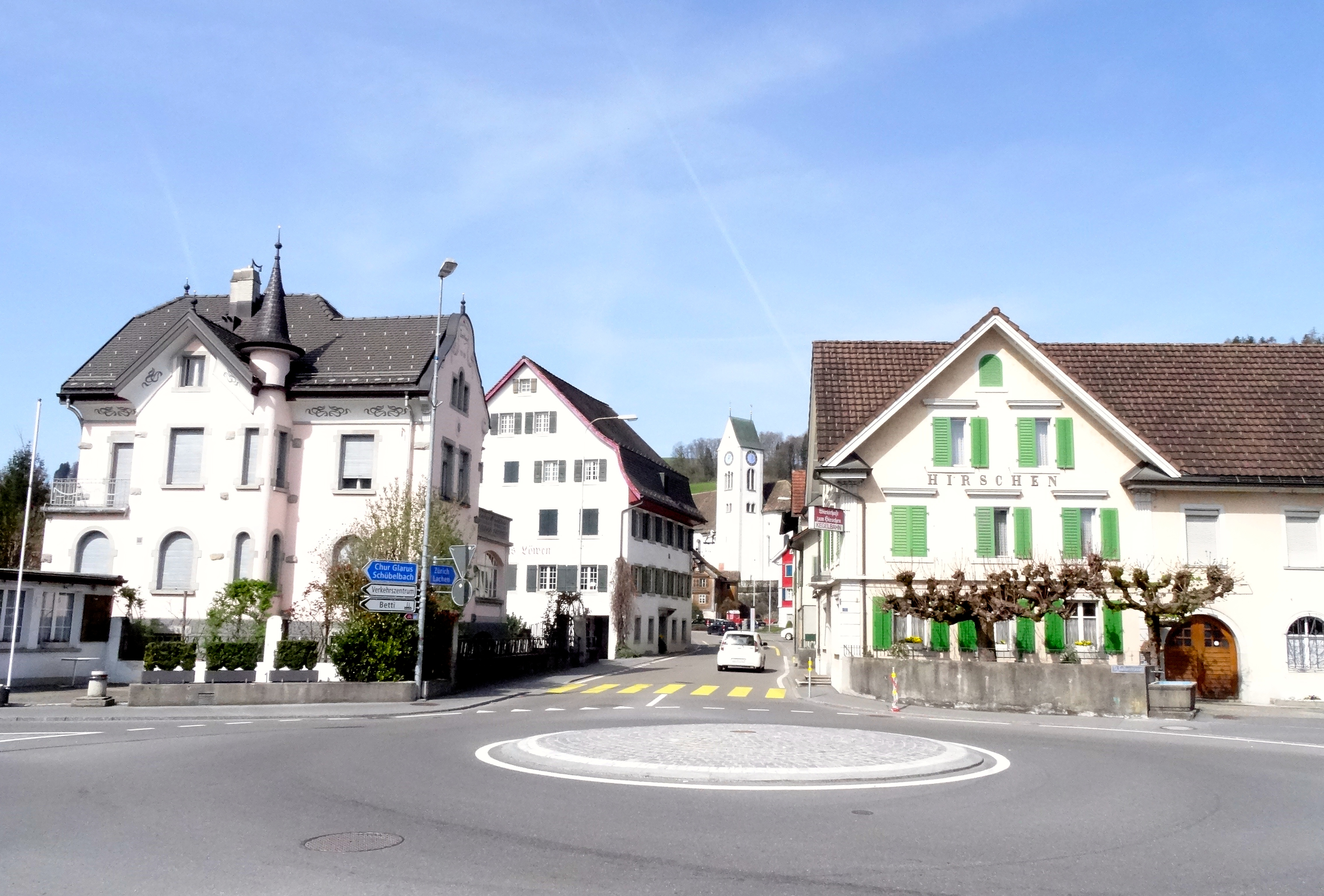
Dorfzentrum
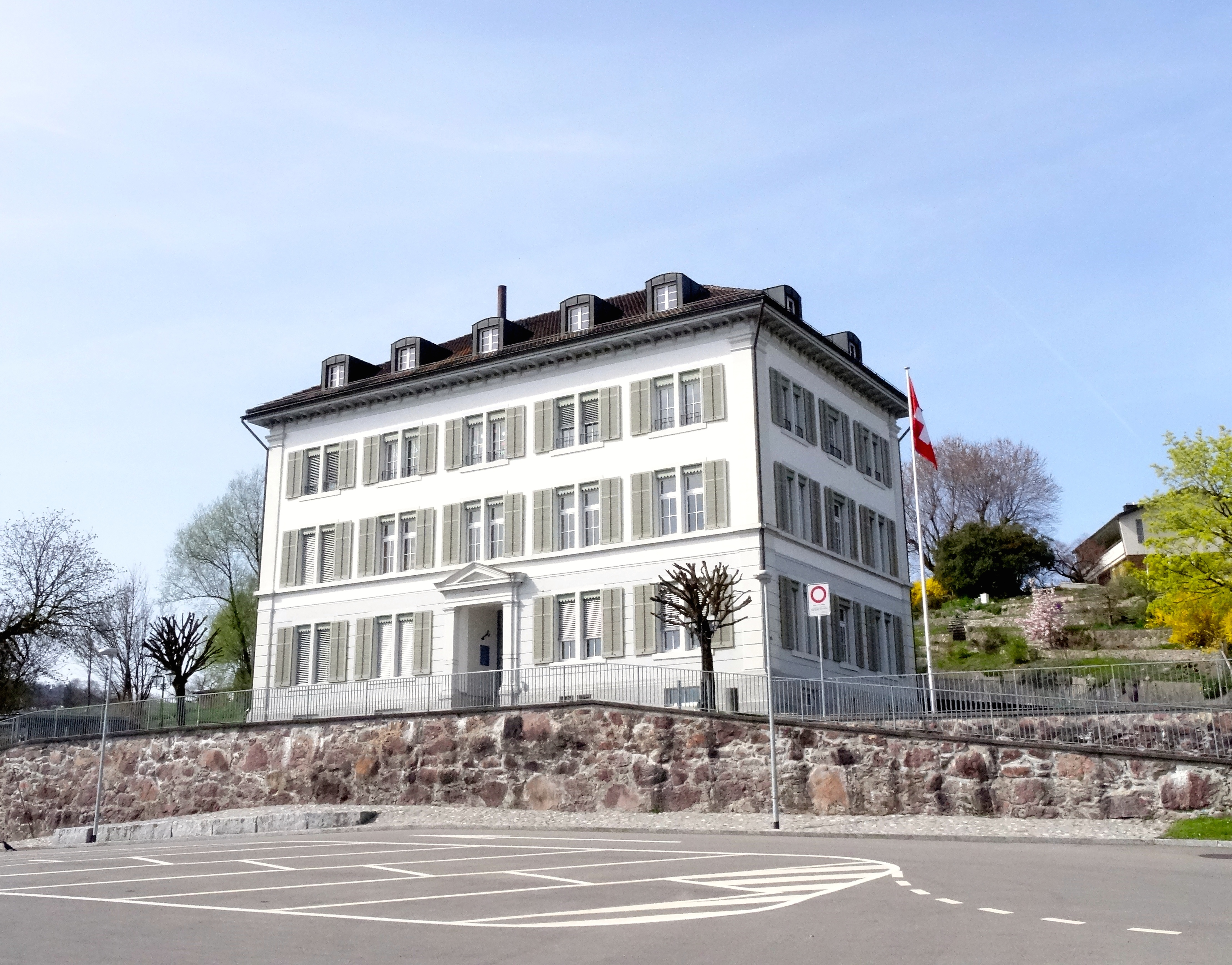
Schulhaus Tuggen
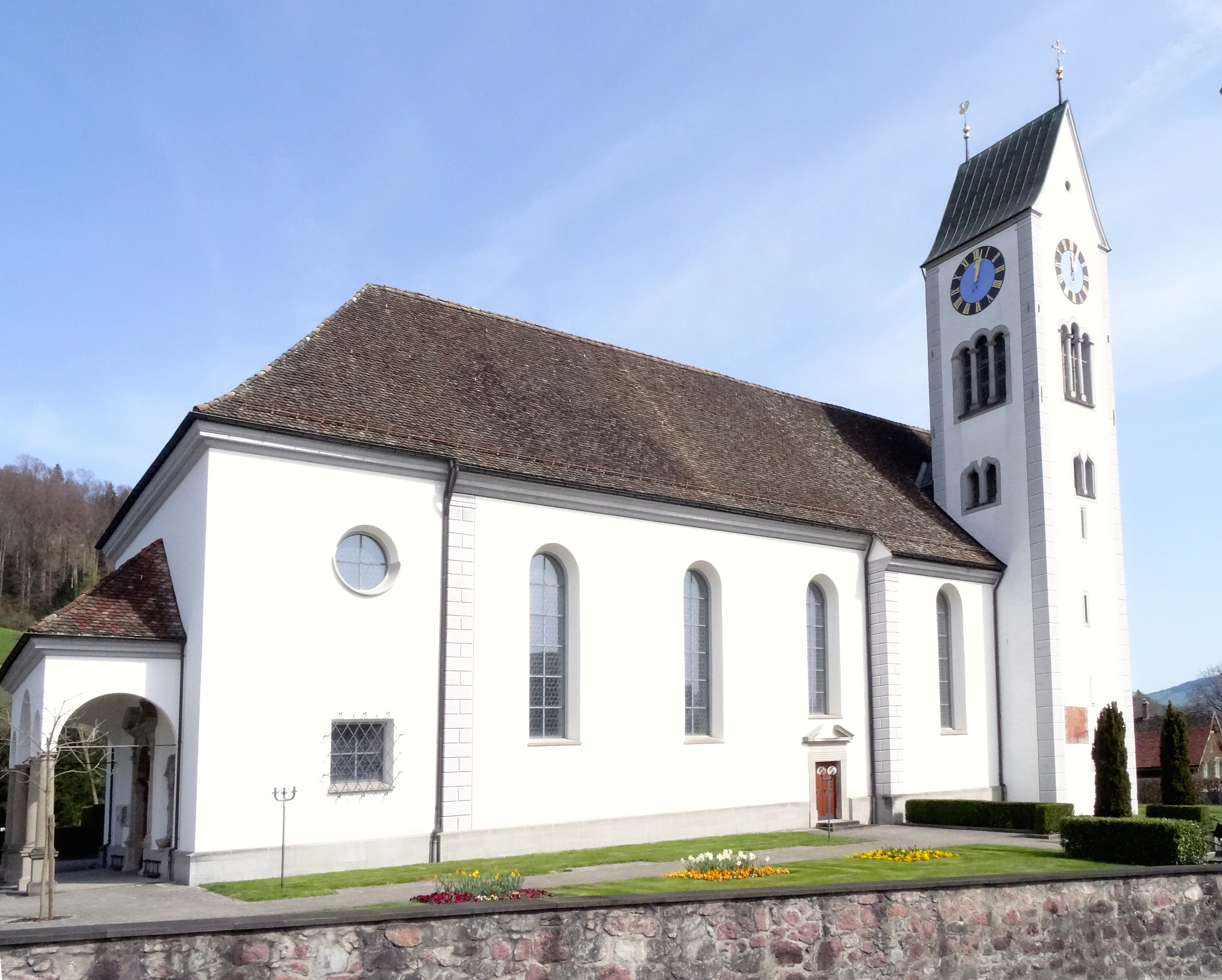
Katholische Kirche St. Ehrhard und Viktor
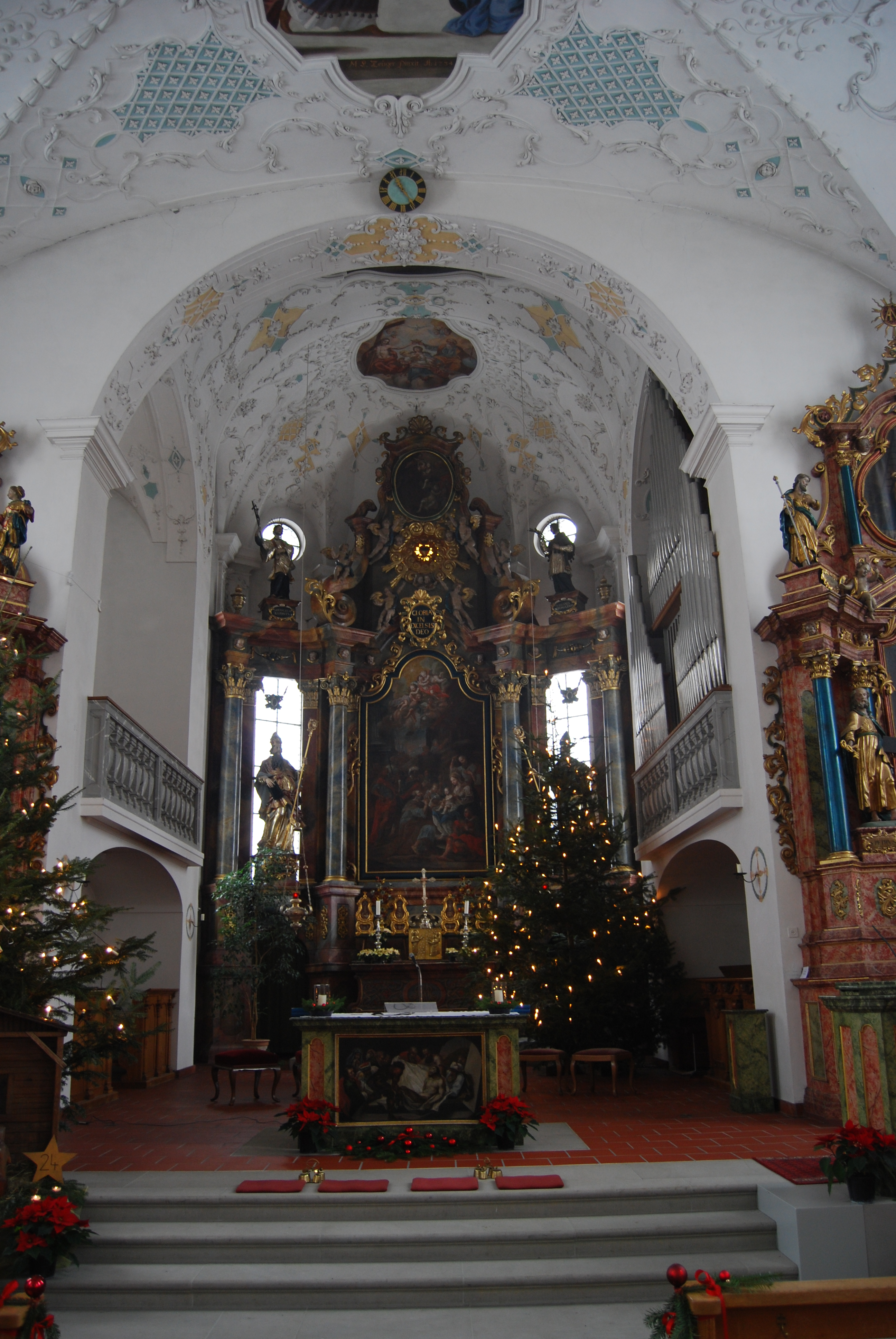
Altar der Kirche St. Ehrhard und Viktor